# Дієго Ель Сігала
Дієго Ель Сігала, справжнє ім'я Дієго Рамóн Хімéнес Саласáр (ісп. Diego Ramón Jiménez Salazar, народ. 27 грудня 1968, Мадрид, Іспанія) — іспанський співак фламенко.

## Життєпис
Дієго Хіменес народився в артистичній династії циган-калé; його дядько — відомий співак Рафаель Фарина. Навчався співу з чотирьох років. У 1980 році виграв юнацький конкурс співаків фламенко «Getafe Flamenco Youth Contest», де був помічений відомим виконавцем фламенко Камароном де ла Ісла. Надалі удосконалював свою техніку співу під його керівництвом. Де ла Ісла також дав Дієго прізвисько «Ель Сігала» («Омар»), яке Дієго використовує як творчий псевдонім. (Швидше за все це пов'язано з тим, що прізвисько самого Камарона означає «креветка»).
Дієго акомпанував своїм співом таким відомим танцюристам фламенко, як Крістофер Рейес, Маріо Майя, Маноло, Фарруко, Мануель Камачо й Ель Гуїто. Він записувався разом зі співаками і музикантами Камароном де ла Ісла, Томатіто, Герардо Нуньєсом, Вісенте Аміго і Пако Де Лусією. Починаючи з 1994 року, Дієго записав сім сольних альбомів: «Undebel», «Entre Vareta Y Canasta», «Corren Tiempos de Alegría», «Teatro Real», «Lágrimas Negras», «Picasso en Mis Ojos» і «Cigala».
У Росії Дієго Ель Сігала вперше виступив у 2007 році.

## Досягнення

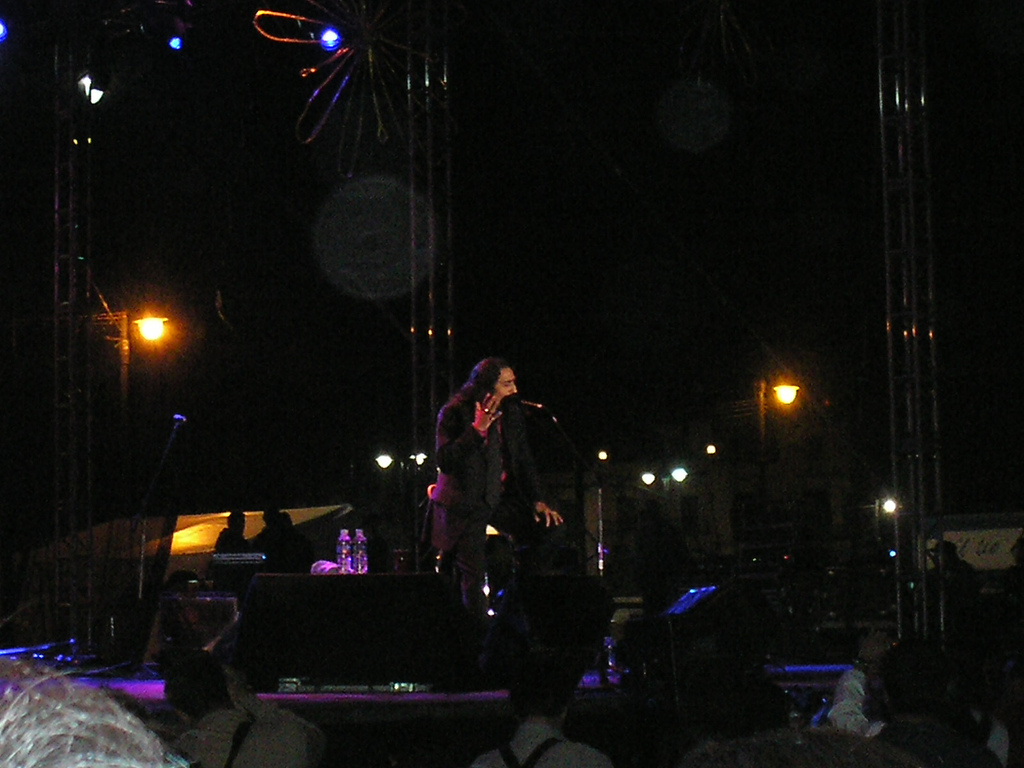
Дієго Ель Сігала

Найуспішніший альбом Ель Сігала — «Lágrimas negras» («Чорні сльози»). В альбомі «Чорні сльози» співака супроводжує ансамбль під керівництвом кубинського піаніста Бебо Вальдеса. Альбом отримав
- дві премії «Grammy Latin»,
- три «Music Prizes (Premios de la Musica)»,
- «Ondas Prize»,
- п'ять «Amigo Prizes».

Цей диск став тричі «платиновим» в Іспанії, один раз — в Аргентині, Мексиці та Венесуелі. «Нью-Йорк Таймс» назвала альбом Lágrimas negras кращим альбомом року. На його основі іспанський режисер Фернандо Труеба зняв фільм Blanco y negro: Bebo y Cigala en vivo (2004).